# ون نايت ستاند
ون نايت ستاند بالإنجليزية (One Night Stand) هو أحد المهرجانات التي تقدمها مؤسسة المصارعة الحرة الترفيهية wwe . تم عرض أول حدث عام 2005 .

## أماكن ومواعيد
| # | الحدث                         | التاريخ        | المدينه             | المكان                               | الحدث الرئيسي |
| - | ----------------------------- | -------------- | ------------------- | ------------------------------------ | --- |
| 1 | ون نايت ستاند (2005) !        | يونيو 12, 2005 | نيويورك             | Hammerstein Ballroom                 | The دادلي بويز (بوبا راي دادلي and ديفون دادلي) vs. تومي دريمر and ساندمان                                                                                      |
| 2 | قالب:ون نايت ستاند (2006)     | يونيو 11, 2006 | New York, New York  | Hammerstein Ballroom                 | جون سينا (c) vs. روب فان دام in an Extreme Rules match for the بطولة العالم للدبليو دبليو إي للوزن الثقيل                                                       |
| 3 | قالب:ون نايت ستاند (2007)}}}} | يونيو 3, 2007  | جاكسونفيل (فلوريدا) | Jacksonville Veterans Memorial Arena | John Cena (c) vs. غريت كالي in a Pinfalls Count Anywhere match for the WWE Championship                                                                         |
| 4 | قالب:ون نايت ستاند (2008)}}}} | يونيو 1, 2008  | سان دييغو           | San Diego Sports Arena               | Edge vs. أندرتيكر in a تي ال سي 2009 for the vacant بطولة العالم للوزن الثقيل (دبليو دبليو إي). If The Undertaker loses, he must أنواع مباريات المصارعة the WWE |